# Griechische Eishockeyliga 1990
Die Saison 1990 war die zweite Spielzeit der griechischen Eishockeyliga, der höchsten griechischen Eishockeyspielklasse. Meister wurde zum insgesamt zweiten Mal in der Vereinsgeschichte Aris Saloniki.